# Vârf (geometrie)
În geometrie, un vârf, adesea notat cu litere ca {\displaystyle P}, {\displaystyle Q}, {\displaystyle R}, {\displaystyle S}, este un punct unde se întâlnesc două sau mai multe curbe, drepte, sau laturi. Conform acestei definiții, punctul unde se întâlnesc două drepte pentru a forma un unghi, sau colțurile poligoanelor și poliedrelor sunt vârfuri.

## Definiție

### Pentru un unghi

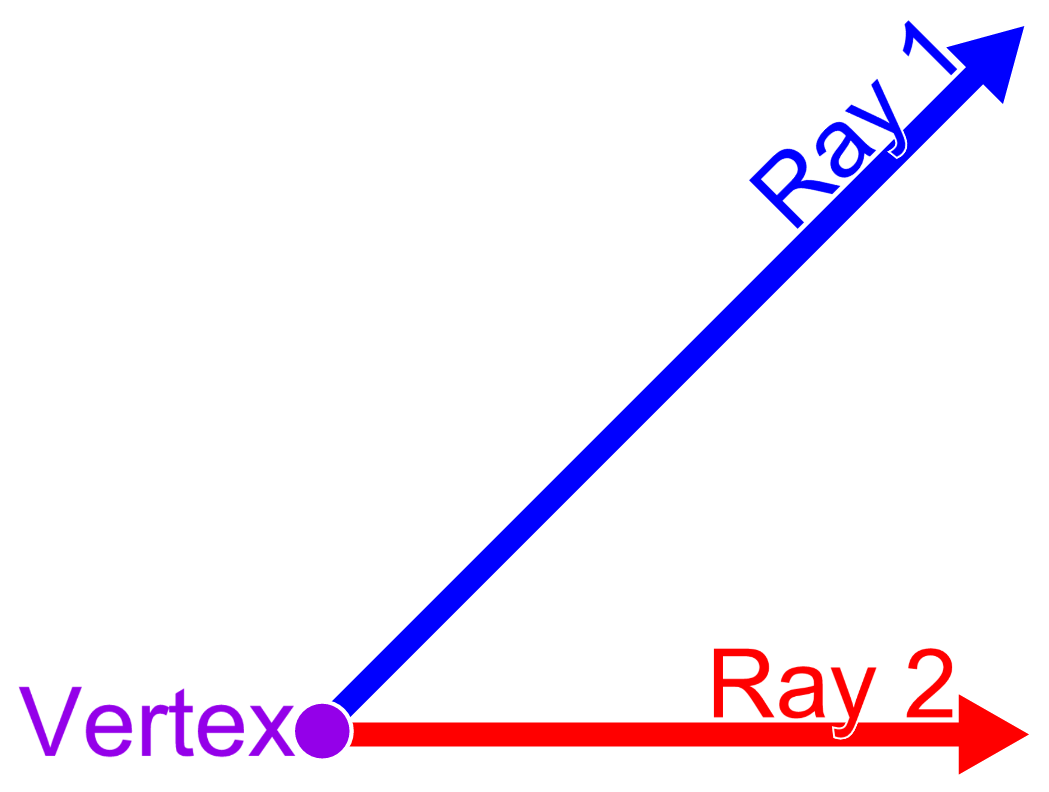
Vârful (engleză vertex) unui unghi este capătul comun al două segmente sau semidrepte (engleză rays)

Vârful unui unghi este punctul unde încep sau se întâlnesc două drepte sau semidrepte, unde se unesc două segmente, unde se intersectează orice combinație de drepte, semidrepte sau segmente, rezultând două laturi care pornesc din același punct.

### Pentru un politop
Un vârf este un punct dintr-un colț al unui poligon, poliedru, sau a unui politop, format prin intersecția laturilor, fețelor sau fațetelor obiectului.
Într-un poligon, un vârf este "convex" dacă unghiul interior al poligonului este mai mic decât π radiani (180° sau două unghiuri drepte); altfel este numit "concav". În spațiu, un vârf al unui poliedru sau politop este convex dacă intersecția poliedrului sau a politopului cu o sferă suficient de mică având centrul în acel vârf este o formă convexă, altfel este concav.
În teoria grafurilor vârfurile politopurilor sunt legate de nodurile grafurilor; 1-scheletul unui politop este un graf ale cărui noduri corespund vârfurilor politopului, iar acest graf poate fi privit ca un complex simplicial 1-dimensional ale cărui vârfuri sunt nodurile grafului.
Totuși, în teoria grafurilor nodurile (cele terminale, de Grad (teoria grafurilor) 1) pot avea mai puțin de două muchii incidente, ceea ce în mod normal nu este admis pentru vârfurile geometrice. De asemenea, există deosebiri între vârfurile geometrice și „vârfurile” curbelor, cele geometrice au curburi extreme, în unele sensuri infinite, iar dacă un poligon este aproximat printr-o curbă netedă, aceasta va avea câte un punct de curbură extrem în fiecare vârf al poligonului. Totuși, o curbă netedă de aproximare a unui poligon poate avea și vârfuri suplimentare, în punctele de curbură minimă.

### La placarea unui plan
La placarea unui plan (teselare), un vârf este un punct unde se întâlnesc trei sau mai multe plăci; în general, dar nu întotdeauna, plăcile unei teselări sunt poligoane iar vârfurile sunt și vârfurile plăcilor. Mai general, o teselare poate fi văzută ca un tip topologic de CW-complex⁠(d) la fel cu fețele unui poliedru sau ale unui politop; vârfurile altor tipuri de complexe, cum ar fi cele simpliciale sunt fețele sale 0-dimensionale.

## Vârfuri principale

Vârful B este o ureche, deoarece segmentul dintre C și D este în întregime în interiorul poligonului; vârful C este o gură, deoarece segmentul dintre A și B este în întregime în exteriorul poligonului

Un vârf xi al unui poligon P simplu este un vârf  principal al poligonului dacă diagonala [x(i − 1), x(i + 1)] intersectează frontiera lui P doar în x(i − 1) și x(i + 1). Sunt două tipuri de vârfuri principale: urechi și guri.

### Urechi
Un vârf xi principal al unui poligon P simplu este numit „ureche” dacă diagonala [x(i − 1), x(i + 1)] care-l subîntinde pe xi se află în întregime în interiorul P. (v. și poligon convex). Conform teoremei celor două urechi, orice poligon simplu are cel puțin două urechi.

### Guri
Un vârf xi principal al unui poligon P simplu este numit „gură” dacă diagonala [x(i − 1), x(i + 1)] care-l subîntinde pe xi se află în întregime în exteriorul P.

## Numărul de vârfuri al unui poliedru
(În limba română, pentru poliedre, și doar pentru poliedre, termenul pentru segmentul care unește două vârfuri este muchie, însă, pentru coerența cu celelalte dimensiuni, se va folosi tot termenul „latură”.)
Pe orice frontieră a unui poliedru convex este valabilă caracteristica Euler
{\displaystyle \chi =V-L+F=2,}
unde V este numărul vârfurilor, L este numărul laturilor, iar F este numărul fețelor. Această relație este cunoscută drept formula lui Euler pentru poliedre. Deci, numărul vârfurilor este egal cu numărul laturilor plus 2, minus numărul fețelor. De exemplu, un cub are 12 laturi și  6 fețe, deci are 8 vârfuri.

## Vârfuri în grafica digitală
În grafica digitală, adesea obiectele sunt reprezentate ca poliedre triangulate, la care vârf⁠(d)urilor le sunt asociate nu doar cele trei coordonate spatiale, ci și alte informații grafice necesare pentru a randa obiectul corect, cum ar fi culorile, reflectanța, texturi și normala vârfului⁠(d); aceste proprietăți sunt folosite la randare de către algoritmii de umbrire din GPU.